# Nederlandse genealogieën
Nederlandse genealogieën vormen sinds 1989 een reeks genealogische publicaties van het Koninklijk Nederlandsch Genootschap voor Geslacht- en Wapenkunde.

## Geschiedenis
In 1950 startte het Koninklijk Nederlandsch Genootschap voor Geslacht- en Wapenkunde met een reeks genealogische publicaties die genoemd werd het Bijblad van de Nederlandsche Leeuw, dus als een soort van aanhangsel bij het tijdschrift (ooit maandblad) De Nederlandsche Leeuw. Tot aan 1986 verschenen er acht delen als 'Bijblad', vanaf 1989 verschenen er vijf delen onder deze reekstitel.

### Inhoud
In de reeks verschijnen genealogieën en kwartierstaten van Nederlandse families. De redactie berust bij het genootschap maar dat geeft duidelijk aan "niet verantwoordelijk voor de inhoud van de artikelen" te zijn. En "controle daarvan behoort niet tot haar [= van de redactie] taak". In de reeks verschenen bijvoorbeeld een genealogie en een kwartierstaat betreffende de familie Quast en genealogieën van de familie Huffnagel en Spoor (van Simon Spoor en André Spoor).
Wel verschijnen de delen in de reeks voor rekening en risico van de Stichting De Nederlandse Leeuw. Ze vormen in zekere zin een complement tot de series zoals die werden uitgegeven door het Centraal Bureau voor Genealogie.